# Ґулбог
Ґулбо́г (тадж. Гулбоғ) — село у складі Хатлонської області Таджикистану. Входить до складу Зірацького джамоату Кулобського району.
Назва означає квітковий сад. До 1976 року село називалось Новабад.
Населення — 930 осіб (2010; 903 в 2009, 690 в 1978).
Національний склад станом на 1978 рік — таджики.